# Albicja
Albicja (Albizia) – rodzaj roślin z rodziny bobowatych (Fabaceae). Obejmuje 123 gatunki. Występują one w tropikach i strefie subtropikalnej w Azji, Afryce, Australii i w obu Amerykach. Rośliny te zasiedlają różne siedliska, od wilgotnych lasów równikowych po lasy siedlisk suchych. Nazwa naukowa upamiętnia włoskiego przyrodnika Filippo del Albizzi'ego. Wiele gatunków uprawianych jest jako rośliny ozdobne, szczególnie rozpowszechniona w tej roli została albicja biało-różowa.

## Morfologia
PokrójPozbawione cierni krzewy i drzewa osiągające do 40 m wysokości.
LiścieSkrętoległe, opadające i zimozielone, podwójnie pierzasto złożone, z drobnymi listkami. Przylistki zwykle drobne, czasem większe i opadające. Ogonek i oś liścia gruczołowato owłosiona.
KwiatyCharakterystyczne z powodu długich i licznych pręcików. Skupione są w baldachach, główkach, kłosach i pęczkach, czasem z pojedynczymi kwiatami wyraźnie większymi od innych w kwiatostanie. Kielich 5-działkowy, niewielki, kubeczkowaty, dzwonkowaty lub lejkowaty. Płatków dzwonkowatej korony jest 5. Pręcików jest od 19 do ok. 50. Zrośnięte są u nasady w rurkę dłuższą od korony. Wolne, barwne nitki (koloru białego, różowego lub fioletowego) zakończone drobnymi pylnikami znacznie wystają poza koronę. Zalążnia górna, pojedyncza, z kilkoma zalążkami. Słupek nitkowaty, zakończony drobnym lub główkowatym znamieniem.
OwoceSzeroko równowąski, prosty strąk ze spłaszczonymi nasionami.

## Systematyka

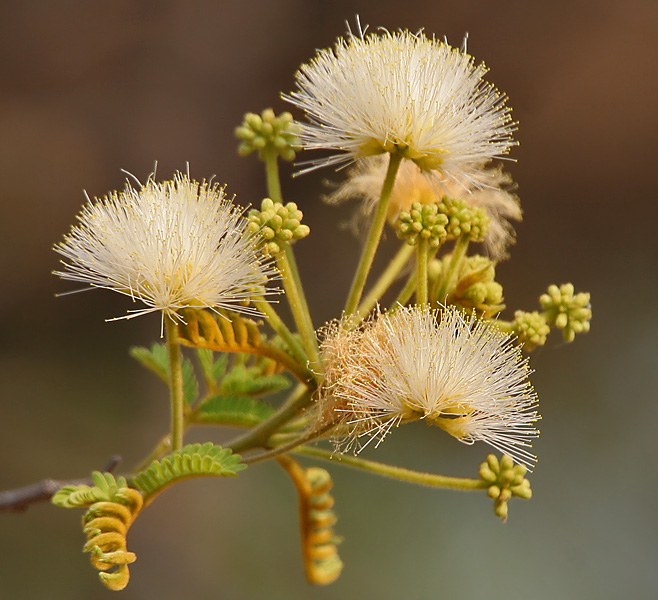
Albizia amara, kwiaty

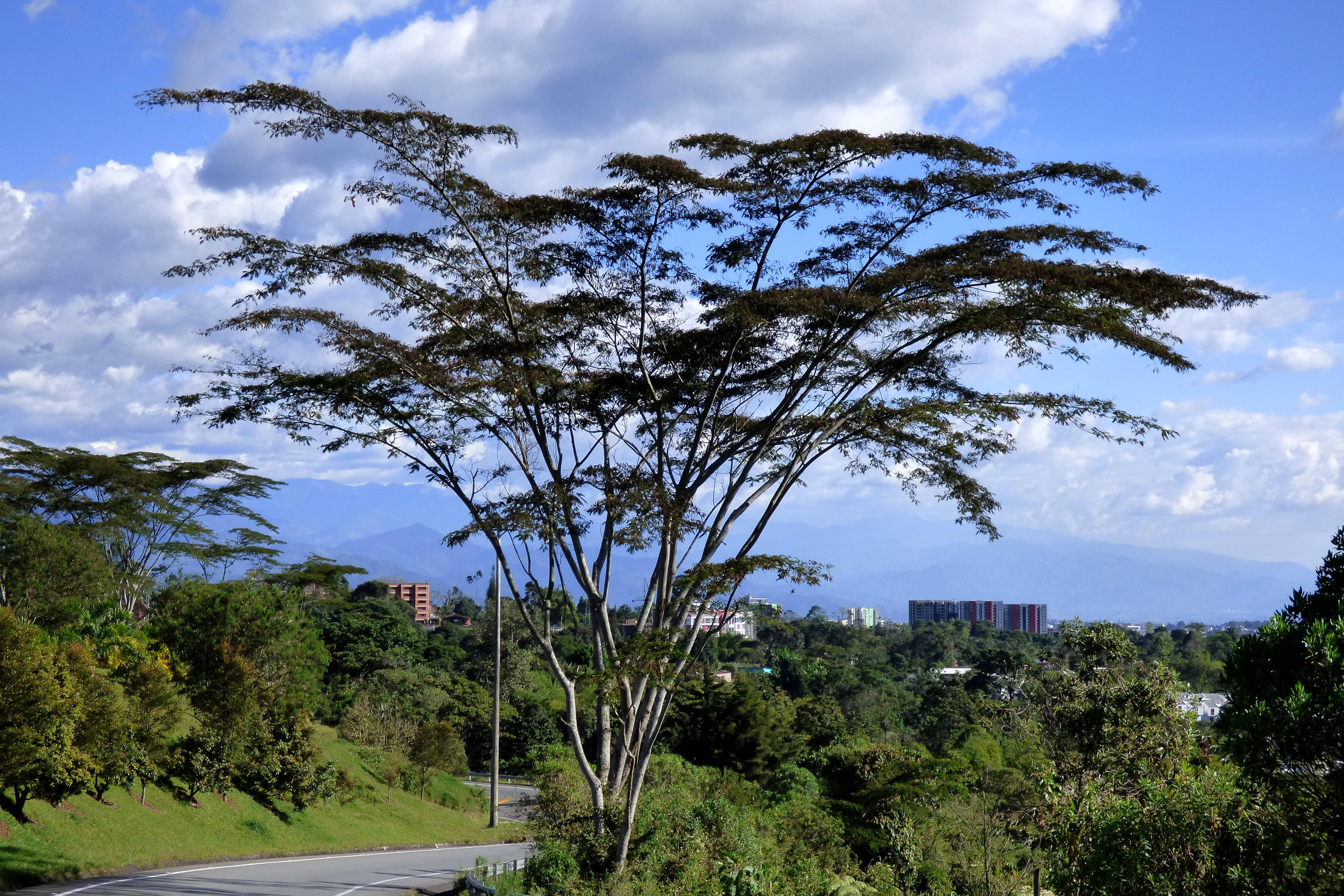
Albizia carbonaria, pokrój

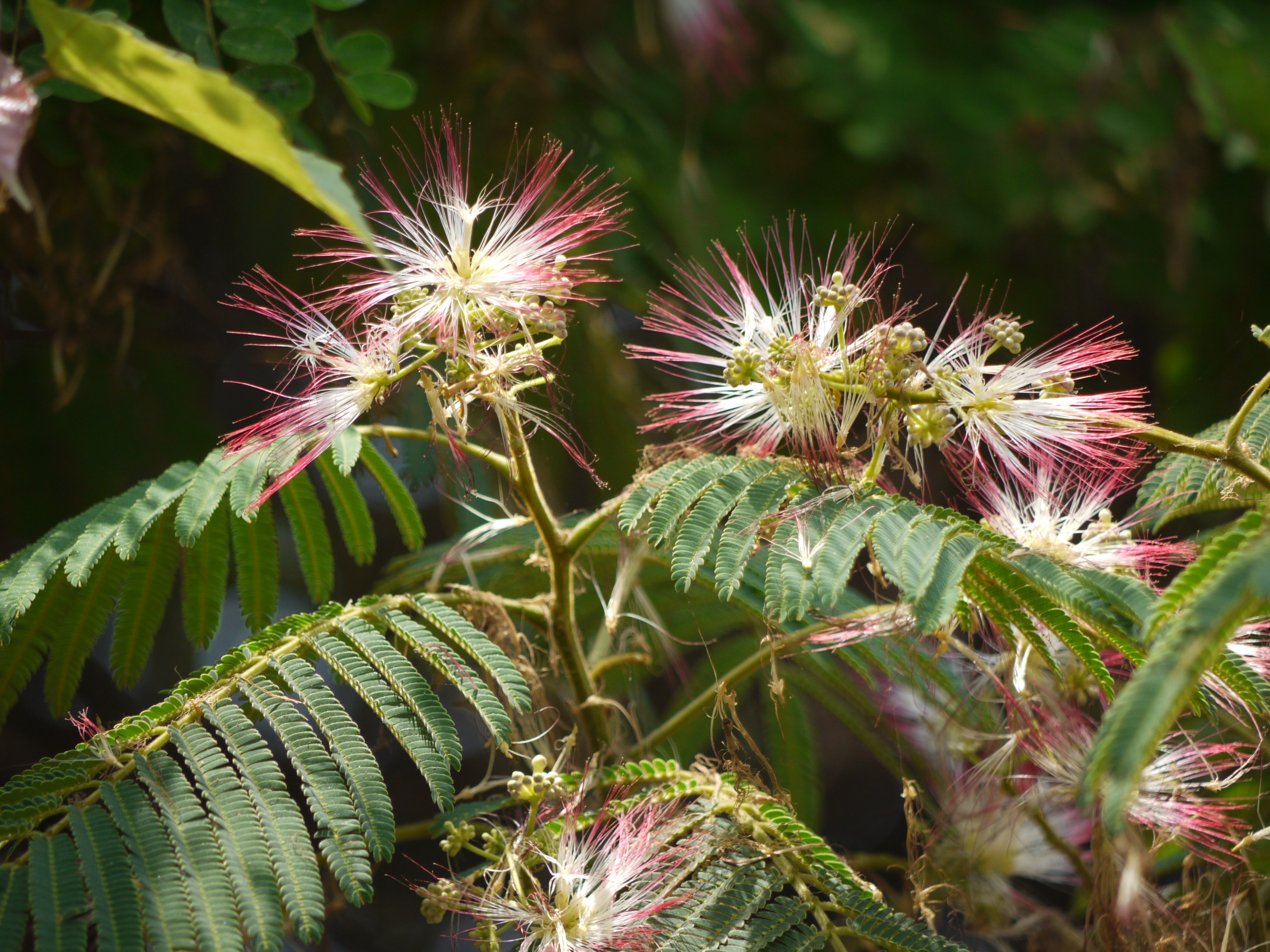
Albizia chinensis, kwiaty

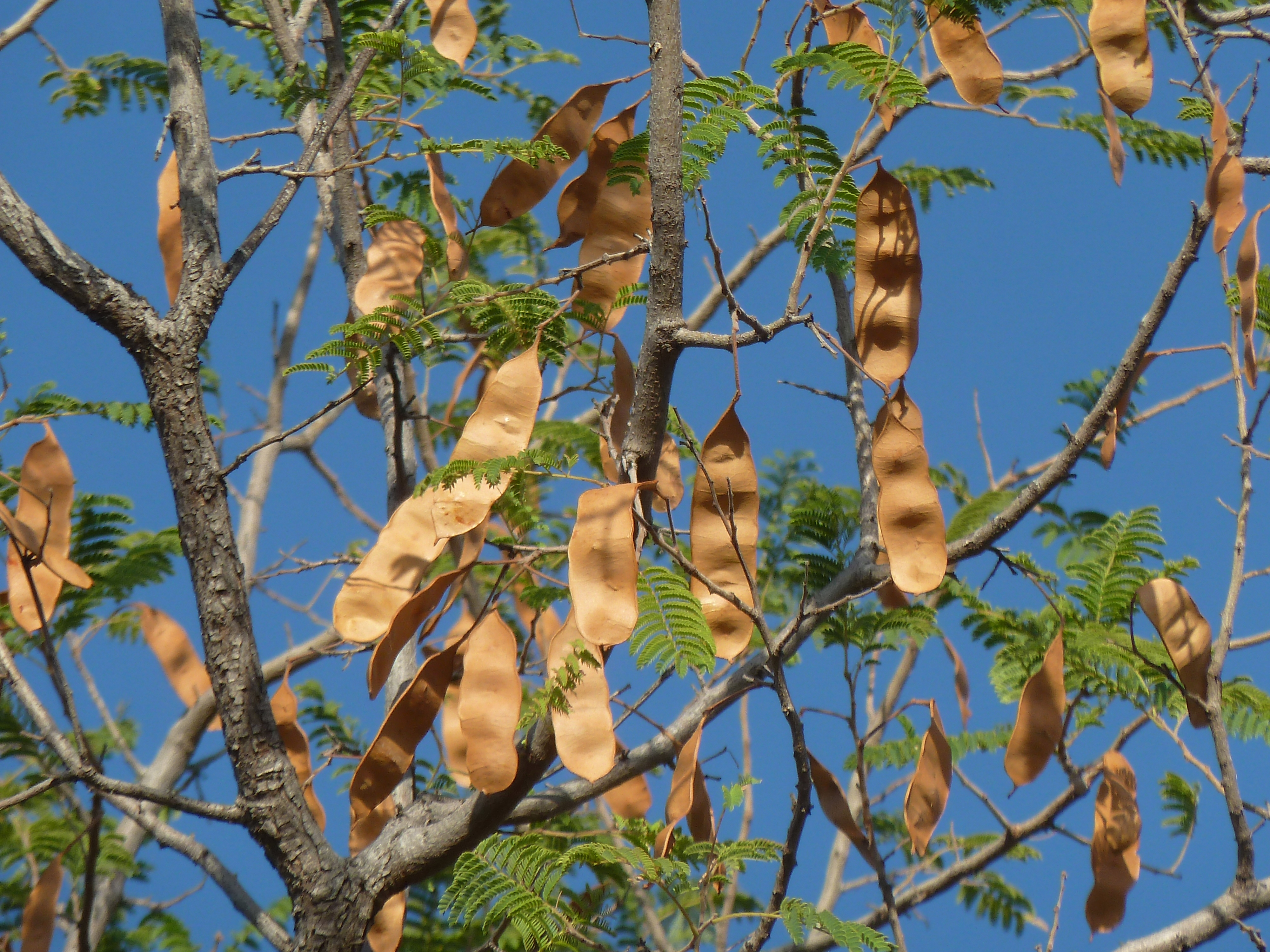
Albizia harveyi, owoce

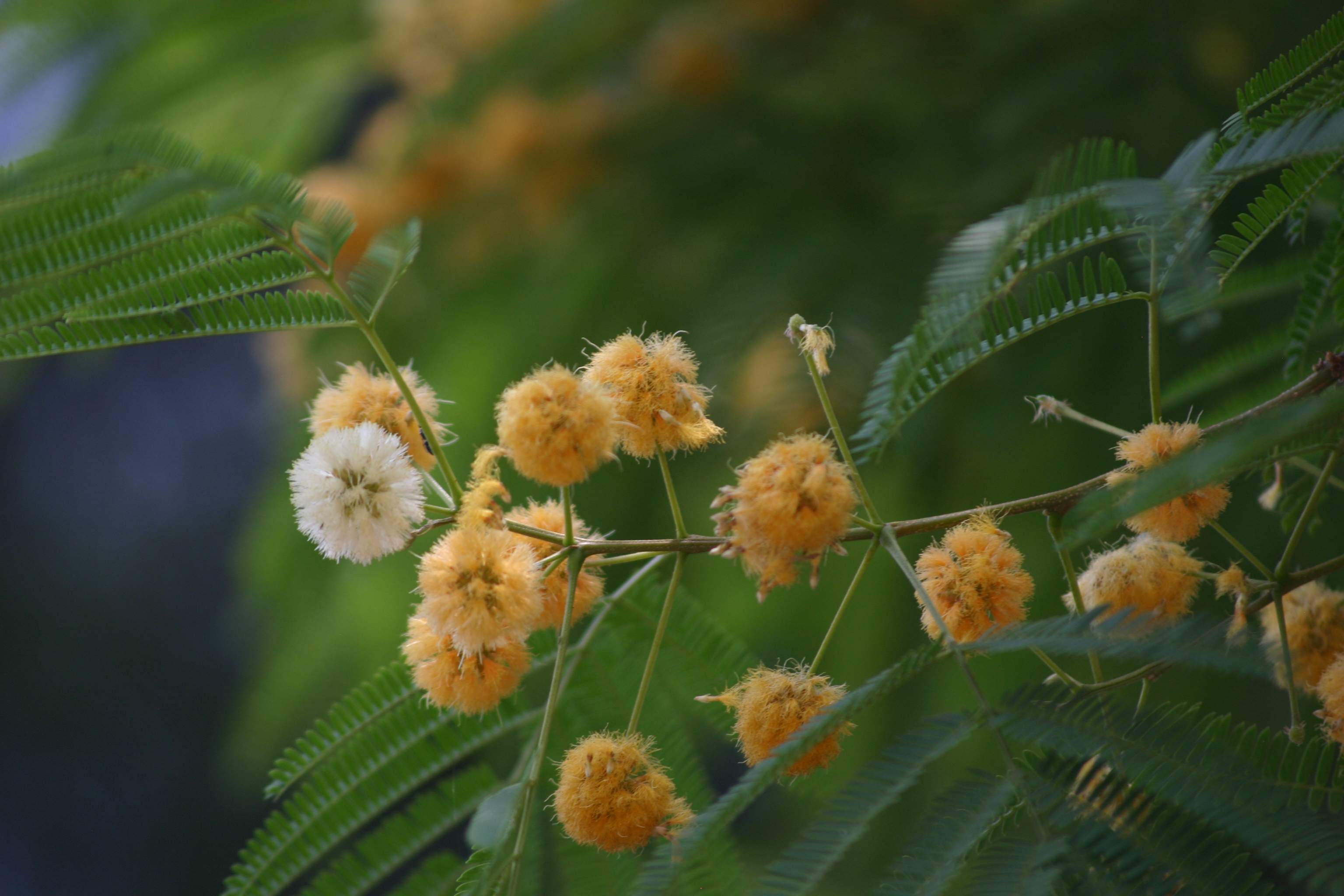
Albizia odoratissima

Rodzaj tradycyjnie zaliczany do plemienia Ingeae z podrodziny mimozowych Mimosoideae z rodziny bobowatych (Fabaceae). W 2017 mimozowe umieszczone zostały w podrodzinie brezylkowych Caesalpinioideae.
Wykaz gatunków
- Albizia acle (Blanco) Merr.
- Albizia adianthifolia (Schumach.) W.Wight
- Albizia adinocephala (Donn.Sm.) Britton & Rose ex Record
- Albizia altissima Hook.f.
- Albizia amara (Roxb.) Boivin
- Albizia androyensis Capuron
- Albizia anthelmintica (A.Rich.) Brongn.
- Albizia antunesiana Harms
- Albizia arenicola R.Vig.
- Albizia atakataka Capuron
- Albizia attopeuensis (Pierre) I.C.Nielsen
- Albizia aurisparsa (Drake) R.Vig. ex Capuron
- Albizia aylmeri Hutch. ex Broun & Massey
- Albizia balabaka Capuron
- Albizia barinensis Cárdenas
- Albizia bequaertii De Wild.
- Albizia bernieri E.Fourn. ex Villiers
- Albizia berteroana (Balb. ex DC.) Fawc. & Rendle
- Albizia boinensis R.Vig.
- Albizia boivinii E.Fourn.
- Albizia brevifolia Schinz
- Albizia buntingii Barneby & J.W.Grimes
- Albizia burkartiana Barneby & J.W.Grimes
- Albizia burmanica I.C.Nielsen
- Albizia calcarea Y.H.Huang
- Albizia canescens Benth.
- Albizia carbonaria Britton
- Albizia carrii Kanis
- Albizia chevalieri Harms
- Albizia chinensis (Osbeck) Merr.
- Albizia commiphoroides Capuron
- Albizia coriaria Welw. ex Oliv.
- Albizia coripatensis (Rusby) Schery
- Albizia corniculata (Lour.) Druce
- Albizia crassiramea Lace
- Albizia decandra (Ducke) Barneby & J.W.Grimes
- Albizia dinklagei (Harms) Harms
- Albizia divaricata Capuron
- Albizia dolichadena (Kosterm.) I.C.Nielsen
- Albizia duclouxii Gagnep.
- Albizia edwallii (Hoehne) Barneby & J.W.Grimes
- Albizia elegans Kurz
- Albizia eriorhachis Harms
- Albizia euryphylla Harms
- Albizia ferruginea (Guill. & Perr.) Benth.
- Albizia forbesii Benth.
- Albizia garrettii I.C.Nielsen
- Albizia glaberrima (Schumach. & Thonn.) Benth.
- Albizia glabripetala (H.S.Irwin) G.J.Lewis & P.E.Owen
- Albizia grandibracteata Taub.
- Albizia greveana (Baill.) R.Baron
- Albizia guillainii Guillaumin
- Albizia gummifera (J.F.Gmel.) C.A.Sm.
- Albizia harveyi E.Fourn.
- Albizia inundata (Mart.) Barneby & J.W.Grimes
- Albizia isenbergiana (A.Rich.) E.Fourn.
- Albizia jaubertiana E.Fourn.
- Albizia julibrissin Durazz. – albicja biało-różowa, a. jedwabista
- Albizia kalkora (Roxb.) Prain
- Albizia kostermansii I.C.Nielsen
- Albizia lankaensis Kosterm.
- Albizia lathamii Hole
- Albizia laurentii De Wild.
- Albizia lebbeck (L.) Benth.
- Albizia lebbekoides (DC.) Benth.
- Albizia leonardii Britton & Rose ex Barneby & J.W.Grimes
- Albizia lucidior (Steud.) I.C.Nielson ex H.Hara
- Albizia mahalao Capuron
- Albizia mainaea Villiers
- Albizia malacophylla (A.Rich.) Walp.
- Albizia masikororum R.Vig.
- Albizia morombensis Capuron
- Albizia mossamedensis Torre
- Albizia multiflora (Kunth) Barneby & J.W.Grimes
- Albizia myriophylla Benth.
- Albizia niopoides (Spruce ex Benth.) Burkart
- Albizia numidarum Capuron
- Albizia obbiadensis (Chiov.) Brenan
- Albizia obliquifoliolata De Wild.
- Albizia occidentalis Brandegee
- Albizia odorata R.Vig.
- Albizia odoratissima (L.f.) Benth.
- Albizia ortegae Britton & Rose
- Albizia papuensis Verdc.
- Albizia pedicellata Baker ex Benth.
- Albizia perrieri (Drake) R.Vig. ex Capuron
- Albizia petersiana (Bolle) Oliv.
- Albizia philippinensis I.C.Nielsen
- Albizia pistaciifolia (Willd.) Barneby & J.W.Grimes
- Albizia poilanei I.C.Nielsen
- Albizia polycephala (Benth.) Killip
- Albizia polyphylla E.Fourn.
- Albizia procera (Roxb.) Benth.
- Albizia retusa Benth.
- Albizia rhombifolia Benth.
- Albizia rosulata (Kosterm.) I.C.Nielsen
- Albizia rubiginosa Miq.
- Albizia rufa (Hassk.) Benth.
- Albizia sahafariensis Capuron
- Albizia salomonensis C.T.White
- Albizia saponaria (Lour.) Blume ex Miq.
- Albizia schimperiana Oliv.
- Albizia sherriffii Baker f.
- Albizia sinaloensis Britton & Rose
- Albizia splendens Miq.
- Albizia subdimidiata (Splitg.) Barneby & J.W.Grimes
- Albizia suluensis Grestner
- Albizia tanganyicensis Baker f.
- Albizia thompsonii Brandis
- Albizia tomentella Miq.
- Albizia tomentosa (Micheli) Standl.
- Albizia tulearensis R.Vig.
- Albizia umbrosa (Wall.) Benth.
- Albizia vaughanii Brenan
- Albizia verrucosa Capuron
- Albizia versicolor Welw. ex Oliv.
- Albizia vialeana Pierre
- Albizia viridis E.Fourn.
- Albizia welwitschii Oliv.
- Albizia westerhuisii I.C.Nielsen
- Albizia xerophytica J.Linares
- Albizia zimmermannii Harms
- Albizia zygia (DC.) J.F.Macbr.